# Cyril Snipe

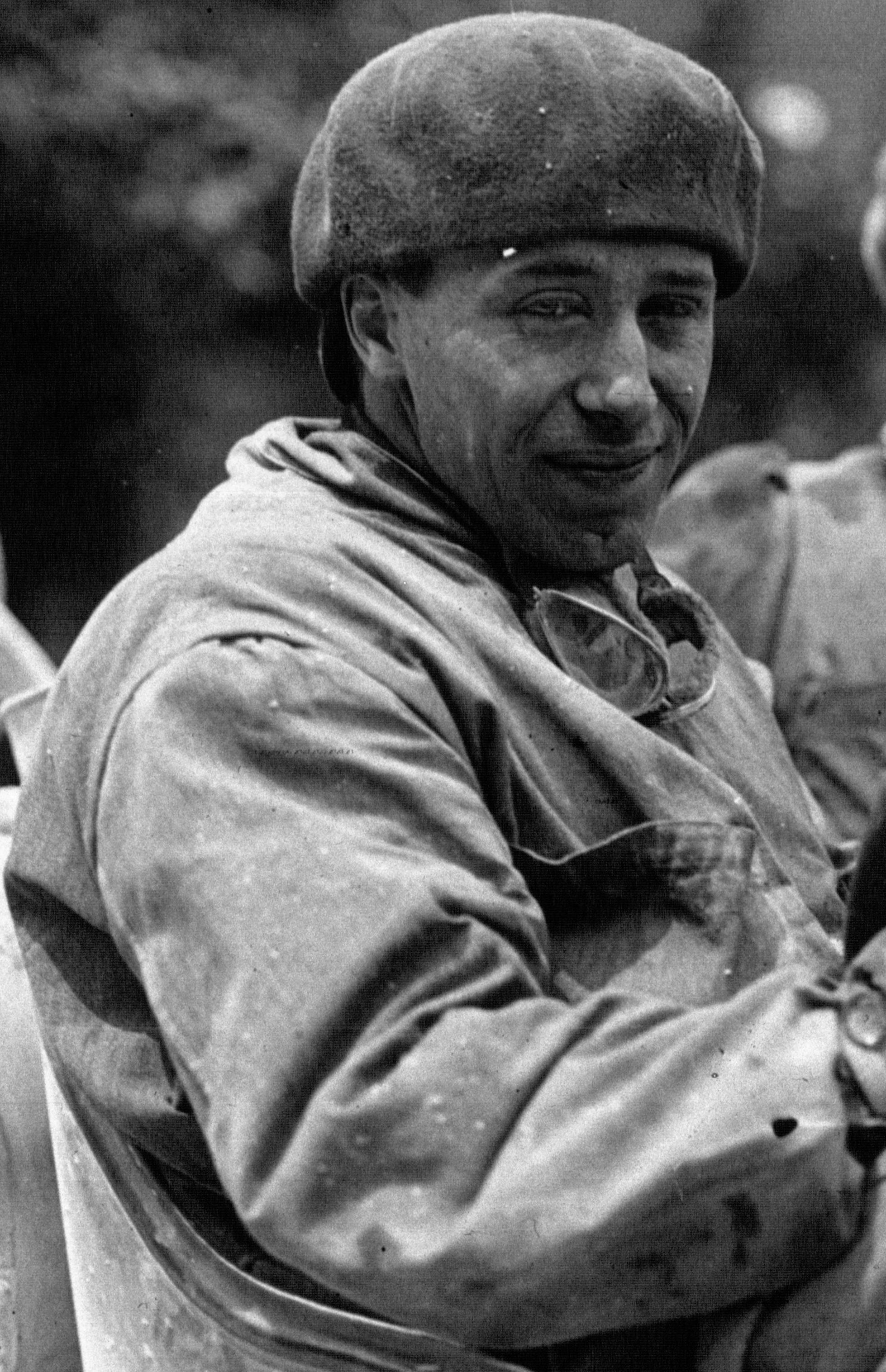
Cyril Snipe bei der Targa Florio 1912

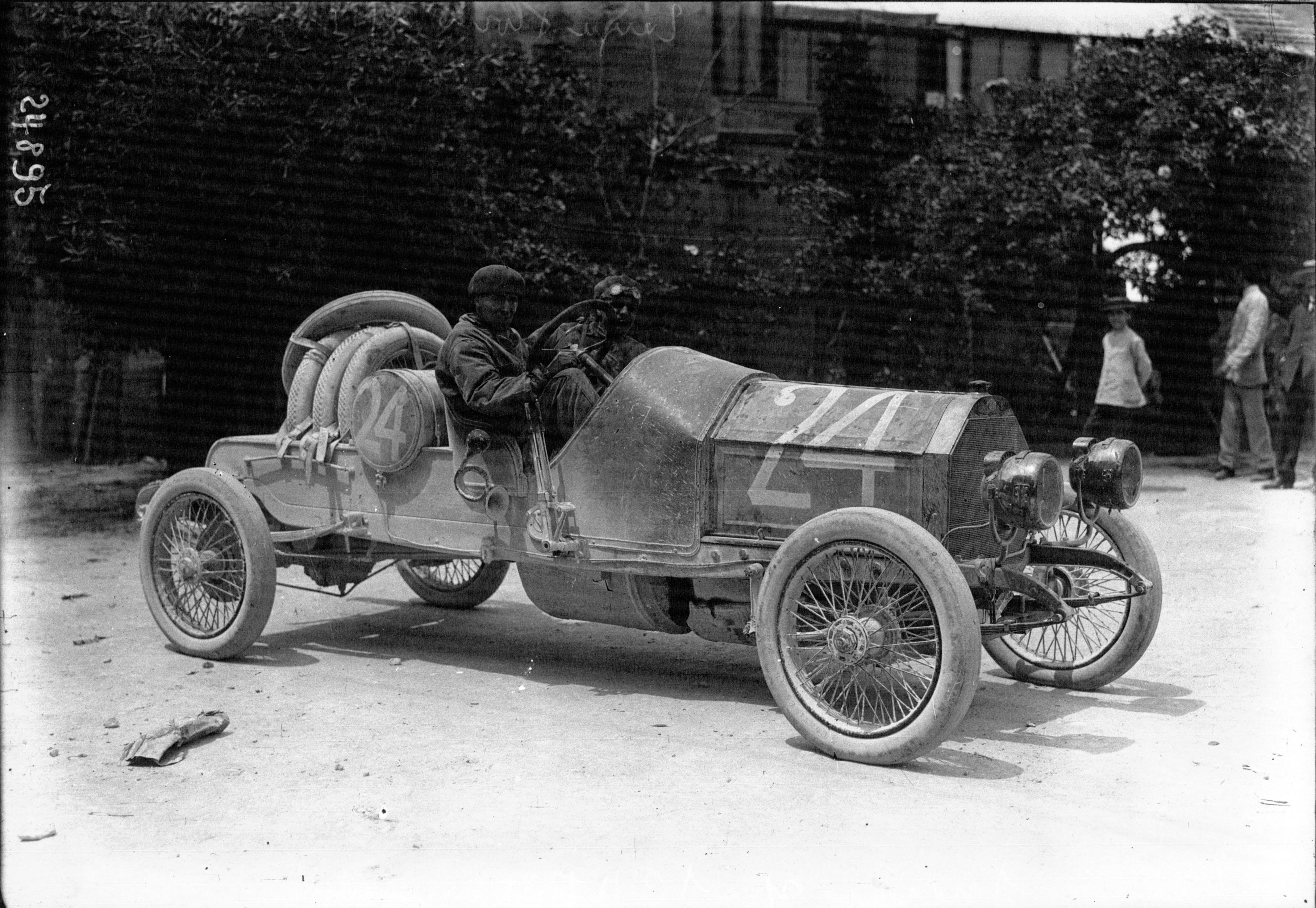
Snipe in seinem S.C.A.T. bei der Targa Florio 1912

Cyril Arthur Snipe (* 9. Dezember 1887 in Conisborough, Yorkshire; † 1944 in Surrey) war ein britischer Automobilrennfahrer.
Sein größter Erfolg war der Sieg bei der Targa Florio 1912 auf einem S.C.A.T.

## Familie
Cyril Snipe wurde als Sohn des Schulmeisters Arthur W. Snipe und dessen Ehefrau Fanny (geb. Banner) geboren. Zur Volkszählung 1901 wohnte die Familie in Tamworth, Staffordshire.
Im Jahr 1911 heiratete er in Salford, Greater Manchester Blanche L. Blainey, die bereits 1918 im Alter von 28 Jahren starb. 1922 heiratete Snipe in Paddington Emily Hendrey (oder Moreton). Beide Ehen blieben kinderlos. Snipe starb 1944 im Alter von 55 Jahren in Surrey.
Sein Onkel John Newton war Autohändler in Manchester, ab 1907 Vertreter des italienischen Herstellers S.C.A.T. und Miteigner der Firma Newton & Bennett.

## Werdegang
Unterstützt durch seinen Onkel John Newton arbeitete Snipe zeitweise für S.C.A.T als Testfahrer. Im Jahr 1910 errang er auf einem SPA einen Klassensieg bei einem Rennen in Modena.
1912 nahm Snipe erstmals an der Targa Florio auf Sizilien teil. Er startete zusammen mit seinem Beifahrer Pedrini auf einem von Newton & Harper gemeldeten S.C.A.T. 25/35 HP. Die Strecke führte über 979 Kilometer im Uhrzeigersinn immer entlang der Küste von Palermo zurück nach Palermo. Snipe umrundete den Kurs in knapp 24 Stunden und wurde mit etwa anderthalb Stunden Vorsprung auf den zweitplatzierten Lancia von Agostino Garetto erster nichtitalienischer Sieger des seit 1907 ausgetragenen Rennens.
Bei der Targa Florio 1913 schaffte es Snipe nicht, seinen Vorjahressieg zu wiederholen. Er fiel – wiederum auf einem S.C.A.T. 25/35 HP startend – aus. Bei der 1914er Auflage des Rennens ereilte ihn dasselbe Schicksal.
Bei der ersten Auflage der Targa Florio nach dem Ersten Weltkrieg im Jahr 1919 war Snipe für den britischen Hersteller Eric-Campbell gemeldet, kam aber nicht in die Wertung.